# Åke Fritjofsson
Åke Fritjofsson, född den 11 juni 1922 i Sundsvall, död den 7 mars 2012 i Uppsala, var en svensk läkare, verksam inom området urologi.
Efter studentexamen i Sigtuna och medicinstudier i Uppsala avlade Åke Frijofsson medicine licentiat-examen 1949. Efter tjänstgöring på Sahlgrenska Universitetssjukhuset inriktade han sig på att bli verksam inom området urologi. Han disputerade i Göteborg år 1961 på avhandlingen Effect of chemotherapy on locally destructive renal tuberculosis, och blev docent året därpå.
År 1966 blev Åke Fritjofsson klinikchef och överläkare vid den nyinrättade urologkliniken vid dåvarande Regionsjukhuset i Örebro. Där var han verksam fram till 1973, då han utnämndes till klinikchef och överläkare vid urologkliniken, Akademiska sjukhuset i Uppsala. År 1986 erhöll han professors namn. I Uppsala kvarstannade han fram till sin pensionering år 1987.